# Цитадель Кашкайшу
Цитадель Кашкайш — це сукупність укріплень, побудованих між 15 та 17 століттями для захисту берегової лінії Кашкайшу, лиману річки Тегу та захисту від ворожих нападів на столицю Португалії, Лісабон. Цитадель включає три окремі споруди: вежу Санто-Антоніу-де-Кашкайш, фортецю Богоматері (Носса Сенхора да Луз де Кашкайш) та колишній район Королівського палацу.

## Історія
Перше будівництво форту на місці відбулося між 1410 та 1415 роками. Потрібно було і далі укріплювати цю територію, оскільки затоці Кашкайш постійно загрожували англійці. У 1488 р. за наказом короля Португалії Іоанна II була розпочата середньовічна вежа на вершині Сальмодо, на південний захід від затоки. Форт, відомий як Торре-де-Санто-Антоніо-де-Кашкайш, був розроблений для того, щоб розподілити зони опору між кораблями у затоці та двома іншими фортецями під час можливого військового нападу на Лісабон. Іншими фортами були вежа Белем і форт Сан-Себастьяо де Капаріка, які знаходяться приблизно навпроти один одного на річці Тегу, ближче до Лісабона.
Філіп I замовив будівлю форту Носса Сенйора да Луз де Кашкай. Він розпочався в 1594 році, розроблений італійським капітаном Фратино за незвичайним трикутним дизайном, який використав існуючий Торре-де-Санто-Антоніо-де-Кашкайш. Він входить як один з трьох бастіонів, вбудованих у Цитадель. У фортеці був внутрішній двір, який давав зв’язок між трьома бастіонами та доступ до батарей, казарм та цистерн. Підсилення та розширення Цитаделі згодом було здійснено близько 1648 р. під контролем короля Іоанна IV. Споруда зазнала подальших модифікацій та ремонту до 1755 року, коли вона зазнала значних збитків внаслідок землетрусу в Лісабоні.

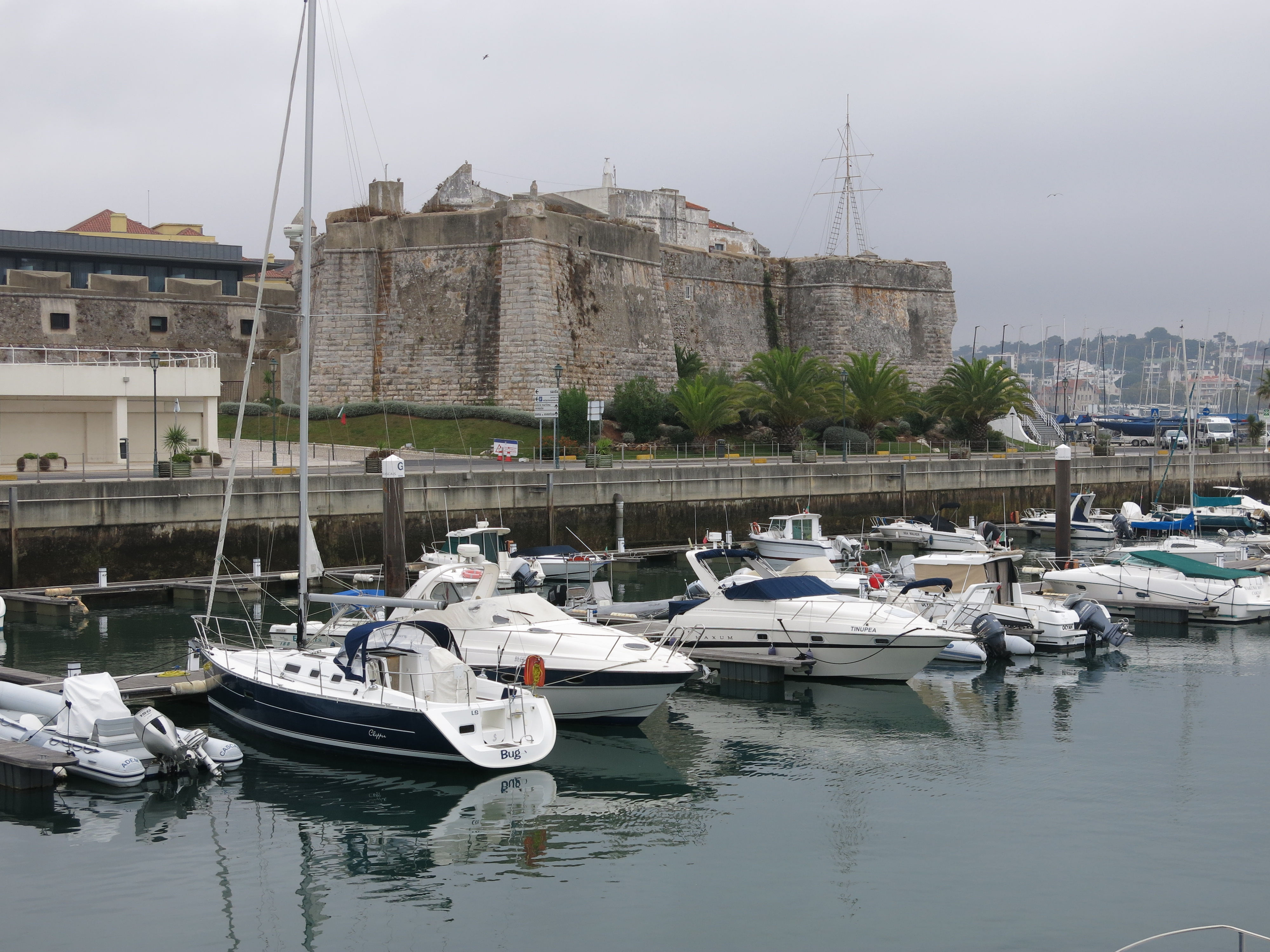
Вид на Цитадель з Марини

## Сьогоднішній стан
У ХІХ столітті король Португалії Луїс I наказав пристосувати цитадель як місце відпочинку та відступу для королівської родини та знаті, а також була побудована територія королівського палацу (зараз музей). До самовбивства короля Карлоса I у 1908 році королівська родина провела вересень та жовтень у Кашкайші. Це призвело до зростання Кашкайшу як важливого місця для заможних людей з Лісабона для літнього відпочинку. У 1878 році комплекс був обладнаний першими в Португалії електричними вогнями. Указом у 1977 р. комплекс було віднесено до суспільного надбання. З того часу він був реставрований та вписаний у сучасний дизайн навколишніх територій. У будівлях Цитаделі був побудований готель, в якому зараз розміщується Центр мистецтв (Cidadela Arts District).

## Дивись також
- Португальські форти

## Галерея

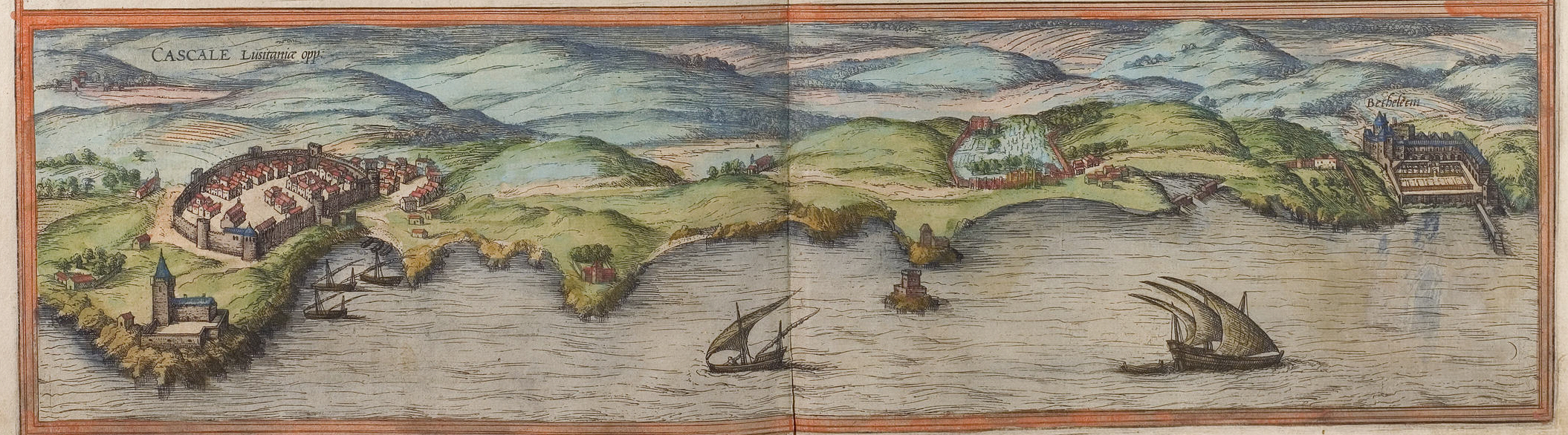
"Кашкайш" (Braun e Hogenberg. "Civitates Orbis Terrarum", 1572).
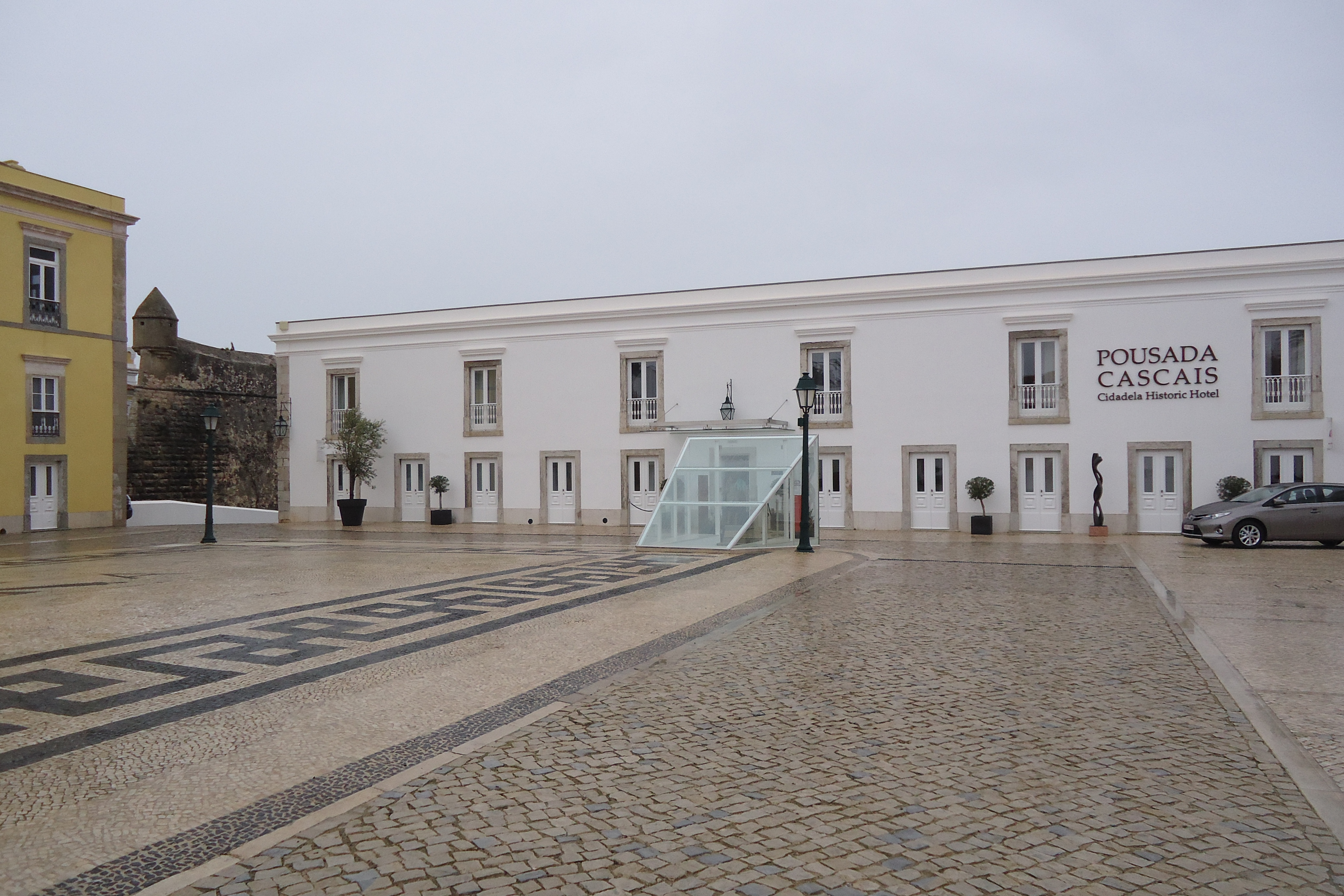
Цитадель Кашкайш всередині
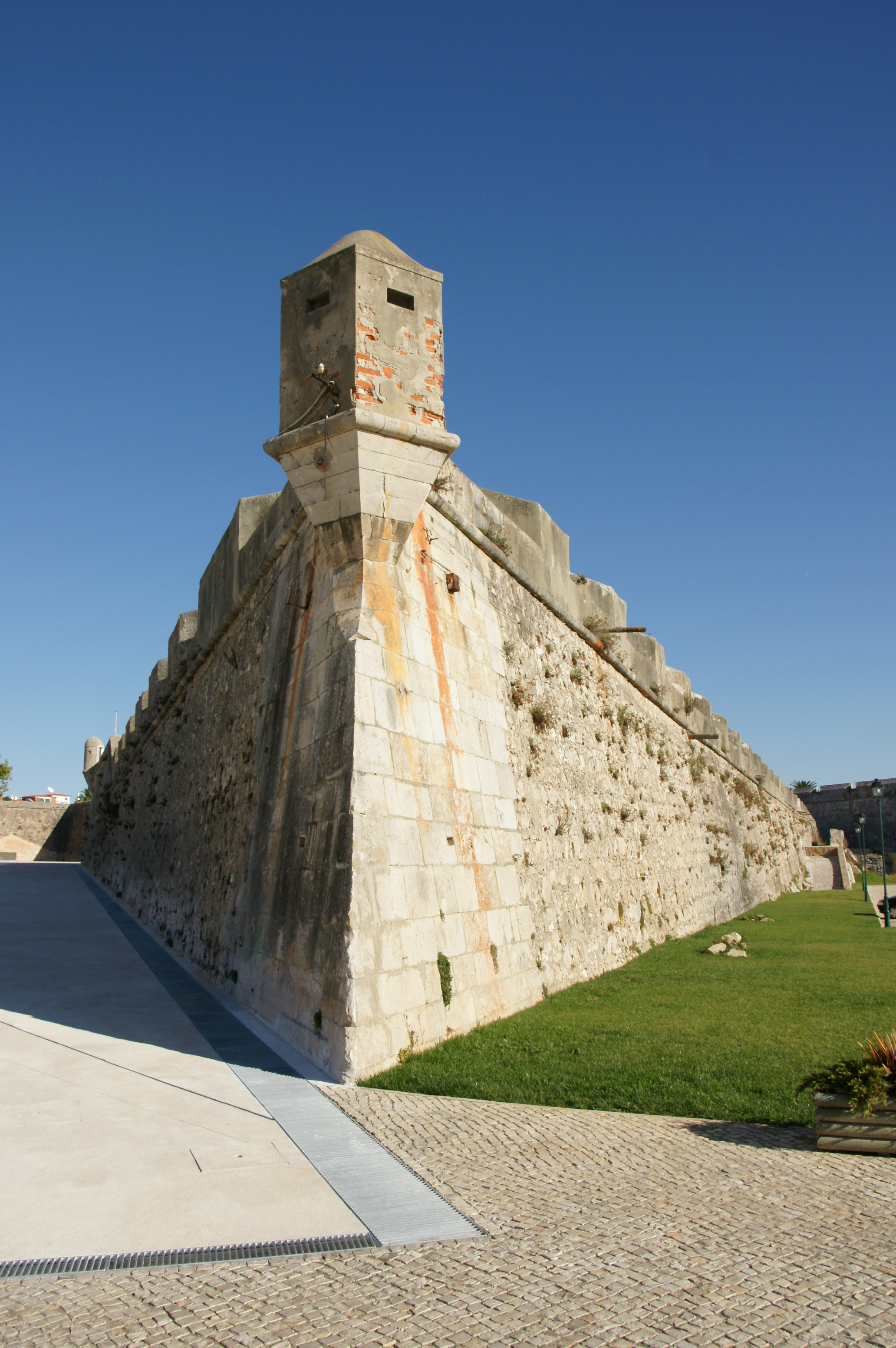
Цитадель Кашкайш: бастіон
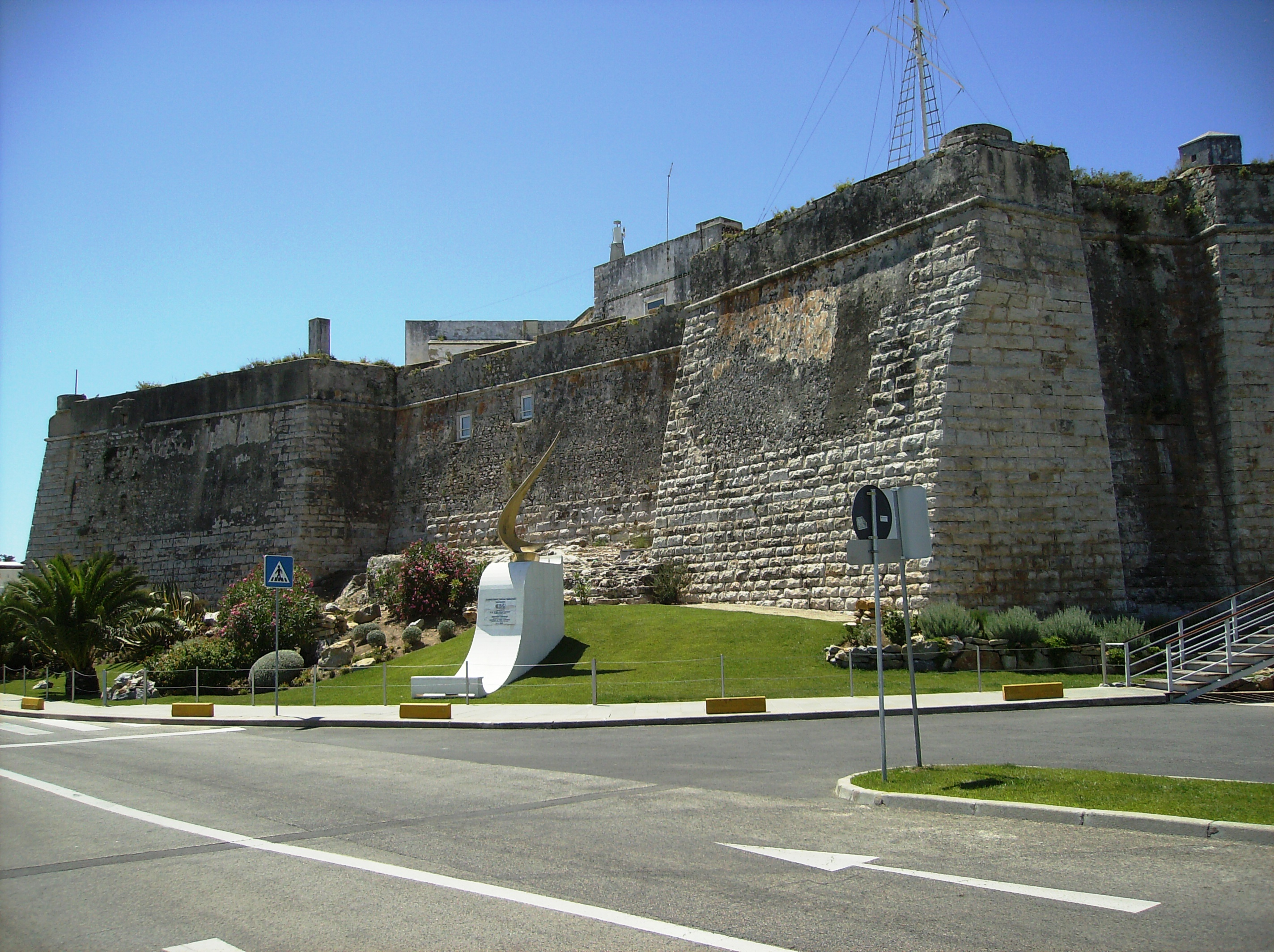
Бастіони цитаделі Кашкайш
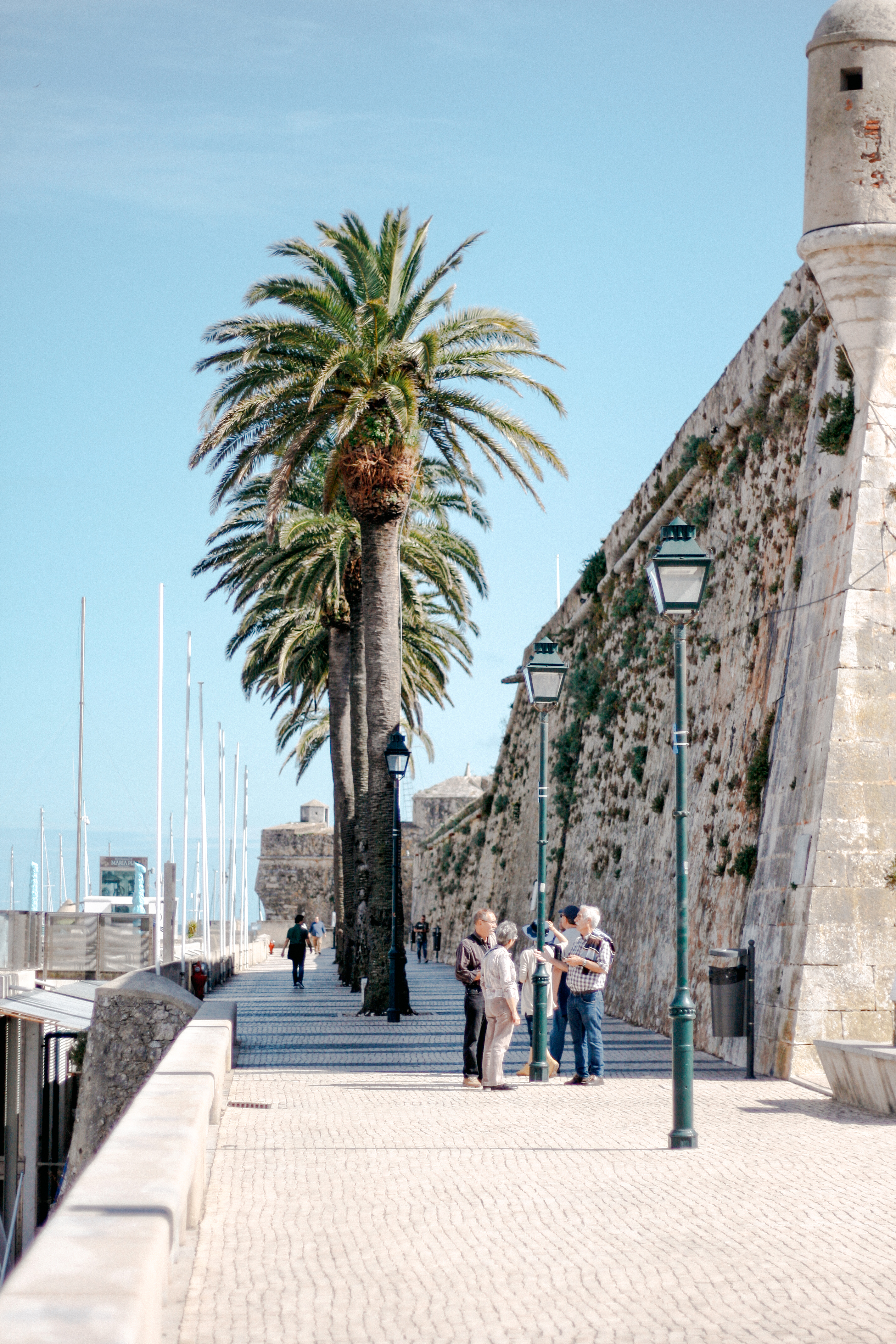
Поблизу цитаделі Кашкайш